# Ponte alla Carraia
A Ponte alla Carraia egyike Firenze hídjainak. Neve szabad fordításban Kocsiutas-hidat jelent. A helyén először 1218 és 1220 között épült egy híd, de ezt az 1333-as árvíz szétrombolta. Három évvel később helyreállították. Bartolommeo Ammannati tervei szerint 1559-ben felújították, a 19. század második felében ismét restaurálták és ezzel egyidejűleg ki is szélesítették a megnövekedett forgalom igényeinek megfelelően. 1944. augusztus 4-én a visszavonuló német csapatok felrobbantották a hidat, a háború után eredeti állapotában állították helyre.